# Ikea
Ikea Group, av företaget skrivet IKEA Group, är ett multinationellt möbelföretag, som grundades i Sverige år 1943 av Ingvar Kamprad som ett postorderföretag.  Företaget ägs av en stiftelse i Nederländerna, men styrs alltjämt av familjen Kamprad. Under verksamhetsåret 2019 omsatte Ikea-koncernen mer än 39 miljarder euro och hade en personalstyrka på över 166 200 anställda. Huvudkontoret för Ikea-koncernen ligger i Leiden, Nederländerna.

## Historia

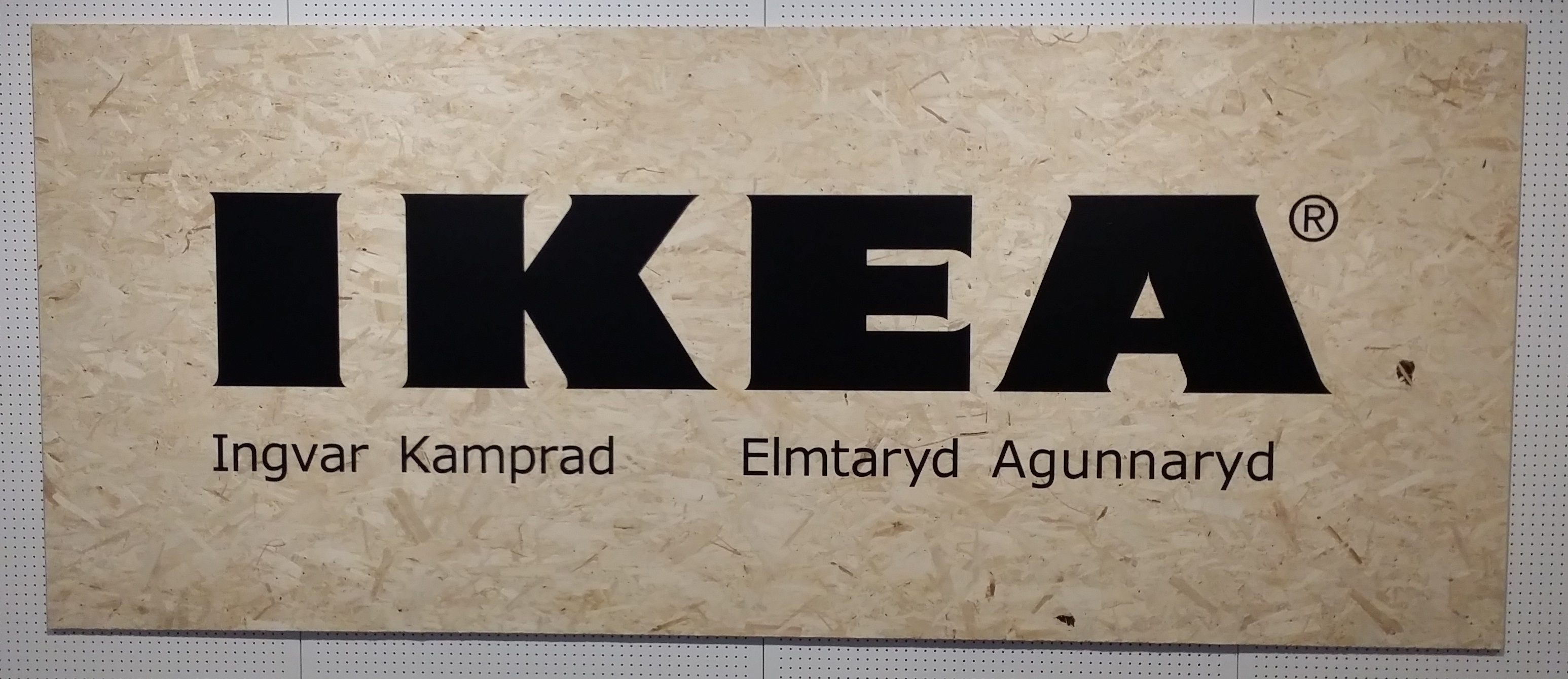
Akronymen bakom namnet Ikea.

Företaget grundades 1943 av Ingvar Kamprad när han var sjutton år gammal. Från början såldes fröer, julkort, fotoramar, klockor, reservoarpennor, smycken, nylonstrumpor, plånböcker, kulspetspennor och annat som Kamprad kom över. Möbler började säljas på postorder 1948 och från 1955 började egendesignade möbler säljas.
Namnet IKEA valdes av grundaren Ingvar Kamprad och är en akronym för Ingvar – Kamprad – Elmtaryd – Agunnaryd. Här är Elmtaryd en äldre stavning för gården Älmtaryd där Kamprad växte upp. Gården är belägen i socknen Agunnaryd i Småland, nära Ljungby.
Från början sålde Kamprad varorna per postorder, men 1953 öppnade han en affär i Älmhult. Nära den gamla affären uppfördes senare ett större varuhus, som stod klart 1958 och fick stå som modell när man började bygga fler varuhus runt om i Sverige. Det första varuhuset utanför Sverige – och tillika Ikeas andra varuhus – öppnades 1963 i Nesbru, strax utanför Oslo.

## Varuhus, produkter och katalog

Länder med Ikea-varuhus.
Befintliga varuhus
Planerade varuhus
Stängda varuhus mars 2022

För en lista över Ikeas varuhus, se Lista över Ikeavaruhus.
Verksamhetsåret 2015 fanns totalt 328 Ikeavaruhus i 43 länder och territorier. Av dessa varuhus drivs cirka 40 av externa franchisetagare i bland annat Mellanöstern, spanska öarna och på delar av den asiatiska marknaden.
De fem största försäljningsländerna är Tyskland 14 %, USA 14 %, Frankrike 8 %, Storbritannien 7 % och Italien 5 %.
I Sverige fanns 2016 totalt 20 varuhus. 
Verksamhetsåret 2015 hade Ikea-koncernen 978 leverantörer i 50 länder med ungefär 600 000 anställda. År 2000 lanserades Iway, Ikeas uppförandekod för leverantörer.  I den anges minimikrav vad gäller miljö, social påverkan och arbetsförhållanden. 
Ikeas produkter får sina namn från olika ordgrupper. Textilier får skandinaviska flicknamn, bäddlinnen namnges efter växter och stolar efter skandinaviska pojknamn. Andra exempel på ord som används som produktnamn är dagar, månader och svenska slanguttryck. I vissa fall namnges alla produkter i samma serie med samma namn, exempelvis Duktig som är en grupp leksaker. 
Företagets katalog med bilder och priser på deras möbler är världens största kommersiella trycksak. Den trycktes våren 2015 på 34 språk och i 219 miljoner exemplar. Den första katalogen kom ut år 1956.

### Världens fem största Ikea-varuhus 2015
1. Goyang, Sydkorea: 163 000 m²[7]
2. Huddinge Kungens kurva, Sverige: 63 200 m²[8]
3. Gwangmyeong, Gyeonggi, Sydkorea, 59 000 m²
4. Shanghai Pudong, Kina: 49 400 m²
5. Shenyang, Kina: 47 000 m²

## Marknadsföring
Enligt professor Sara Kristoffersson sägs det ibland att "IKEA:s framgång beror på platta paket och billiga produkter". Men IKEA producerar inte bara produkter utan även historier om sortimentet, företaget, Sverige och svenskhet. Enligt Kristoffersson är företaget en föregångare inom corporate storytelling, och att det, tillsammans med att Sverigebilden har varit effektiv i marknadsföring, har varit viktiga förklaringar till IKEA:s framgångar.
Det sägs också ibland att "Per Albin Hansson skapade folkhemmet. Ingvar Kamprad möblerade det."

## Miljöanpassning
År 2023 meddelade IKEA att man för att minska sitt klimatavtryck från tillverkning av spånskivor byter från fossilbaserat till biobaserat lim. Denna del av tillverkningen anges hittills ha varit 5 procent av den totala värdekedjans klimatavtryck, där målet anges vara att minska användningen av fossilbaserat lim med 40 procent och därmed utsläppen av växthusgaser från lim med 30 procent till verksamhetsår 2030.

## Ikea Museum
Ikea Museum öppnade den 30 juni 2016 i Älmhult. Ikea Museum är medlem i Riksförbundet Sveriges museer.

## Svensk mat
På de flesta Ikea-varuhus finns en restaurang där man säljer svensk mat, däribland köttbullar. Ikea har kommit att bli den största exportören av förädlade livsmedel från Sverige.
I Sverige, liksom i andra länder, finns det en matbutik i anslutning till utgångskassorna, en så kallad Swedish Food Market. I butikerna finns ett urval av klassisk svensk husmanskost, såsom sill, knäckebröd, julmust och så vidare. Flertalet produkter säljs under Ikeas eget varumärke, Ikea Food. 
Utanför kassorna, ofta i anslutning till Swedish Food Market, finns även en så kallad 'Bistro'. Där säljs ett mindre urval snabbmatsprodukter. Sortimentet varierar från land till land, i Sverige har femkronorskorven nått viss berömmelse.

## Ikea vid Kungens kurva
Det andra varuhuset i Sverige, efter det i Älmhult, stod klart i Kungens Kurva söder om Stockholm 1965. Varuhuset karaktäriseras av en stor, rund byggnad, som har fått sin inspiration av Guggenheimmuseet i New York. Ikea kallades vid tiden för Ikéa och när bygget stod klart pågick en namnstrid inom företaget. Det slutade med att varuhuset fick två olika skyltar, från söder var texten Ikea medan det från norr var Möbel-Ikea. På grund av ett elfel i en av skyltarna drabbades Ikea av en brand 5 september 1970 som skadade varuhuset svårt. En ombyggnad genomfördes och resulterade i det numera välkända Ikeakonceptet med restaurang och tag-själv-lager.

## En möbelhandlares testamente ochIkeaandan
År 1976 formulerade Ingvar Kamprad nio teser som sammanfattade hans gärning, organisation och den speciella "Ikeaanda" som enligt Kamprad genomsyrar företaget. Dokumentet innehåller sortimentsregler, strategiförklaringar och hans vision för företaget. Teserna lyder i punktform:
1. Sortimentet – vår identitet
2. Ikeaandan. En stark och levande verklighet
3. Vinst ger oss resurser
4. Att med små medel nå goda resultat
5. Enkelheten är en dygd
6. Linje annorlunda
7. Kraftsamling – viktig för vår framgång
8. Att ta ansvar – en förmån
9. Det mesta är ännu ogjort. Underbara framtid!

Ikea har en intern utbildning, Ikea Way, där företagets chefer utbildas. Enligt Ikea skall utbildningen göra cheferna till ambassadörer för företaget för att slå vakt om den så kallade Ikeaandan.

## Ägarstruktur
Inom Ikea-sfären finns tre grenar:
- Ikea-koncernen (Ikea Group). Den nederländska stiftelsen Stichting Ingka Foundation äger samtliga aktier i holdingbolaget Ingka Holding B.V., som i sin tur äger varuhus i flera olika länder och är den störste franchisetagaren av Ikeakonceptet.

- Företaget Inter Ikea Systems, som äger namn och koncept, är registrerat i Nederländerna. Det ägs av holdingbolaget Inter Ikea Holding, registrerat i Luxemburg, vilket i sin tur ägs av stiftelsen Interogo Foundation, registrerad i Liechtenstein och som enligt Ingvar Kamprad "kontrolleras av min familj och förvaltas av en styrelse som endast består av externa ledamöter".[15][16] Varje år betalar alla Ikeas franchisetagare tre procent av omsättningen i franchisingavgift till Inter Ikea Systems.

- Ikano-koncernen, som inte tillhör Ikea-sfären men som är helägt av familjen Kamprad, med huvudkontor i Luxemburg, och bedriver verksamhet i branscherna Finans, Försäkring, Fastigheter och Detaljhandel.

## Kritik mot Ikea
Byggandet av nya Ikea-varuhus har flera gånger lett till kontroverser. Ibland har historiskt värdefulla byggnader rivits, vilket lett till konflikter med föreningar och experter. Bland annat planerades en modernistisk byggnad ritad av den kände arkitekten Marcel Breuer att rivas. I ett annat fall fick Ikea beviljat, och genomfört, rivandet av ett antal historiskt värdefulla byggnader i New York för att bereda plats för en parkeringsplats; åtgärden stämplades som "skamlig" av Simeon Bankoff, ordförande för Historic Districts Council. 2012 framkom i Uppdrag granskning att Ikeas dotterbolag Swedwood låtit avverka skog i områden av ryska Karelen. Skogen var certifierad av den internationella skogsvårdsorganisationen Forest Stewardship Council (FSC), som ska skydda unika skogar. Bakom kritiken låg bland annat nätverket Skydda skogen och Svenska Naturskyddsföreningen. Uppdrag gransknings program kritiserade för felaktigheter. 
Norska politiker kritiserade 2005 Ikea för att "stödja kvinnoförtrycket i muslimska länder" genom att avstå från att avbilda kvinnor i de monteringsanvisningar som medföljer möblerna. Ikeas norska informationschef, Camilla Lindemann, försvarade ställningstagandet genom att hänvisa till "kulturell hänsyn", medan den svenska informationschefen Fredrik Wahrolén helt tillbakavisade kritiken och hävdade att kvinnor förekommit i manualerna sedan 1987 och att samma manualer används i alla länder. 2012 kom det fram att bilderna i Ikeakatalogen hade anpassats för den saudiska marknaden genom att de flesta kvinnor hade retuscherats bort.

## Bildgalleri

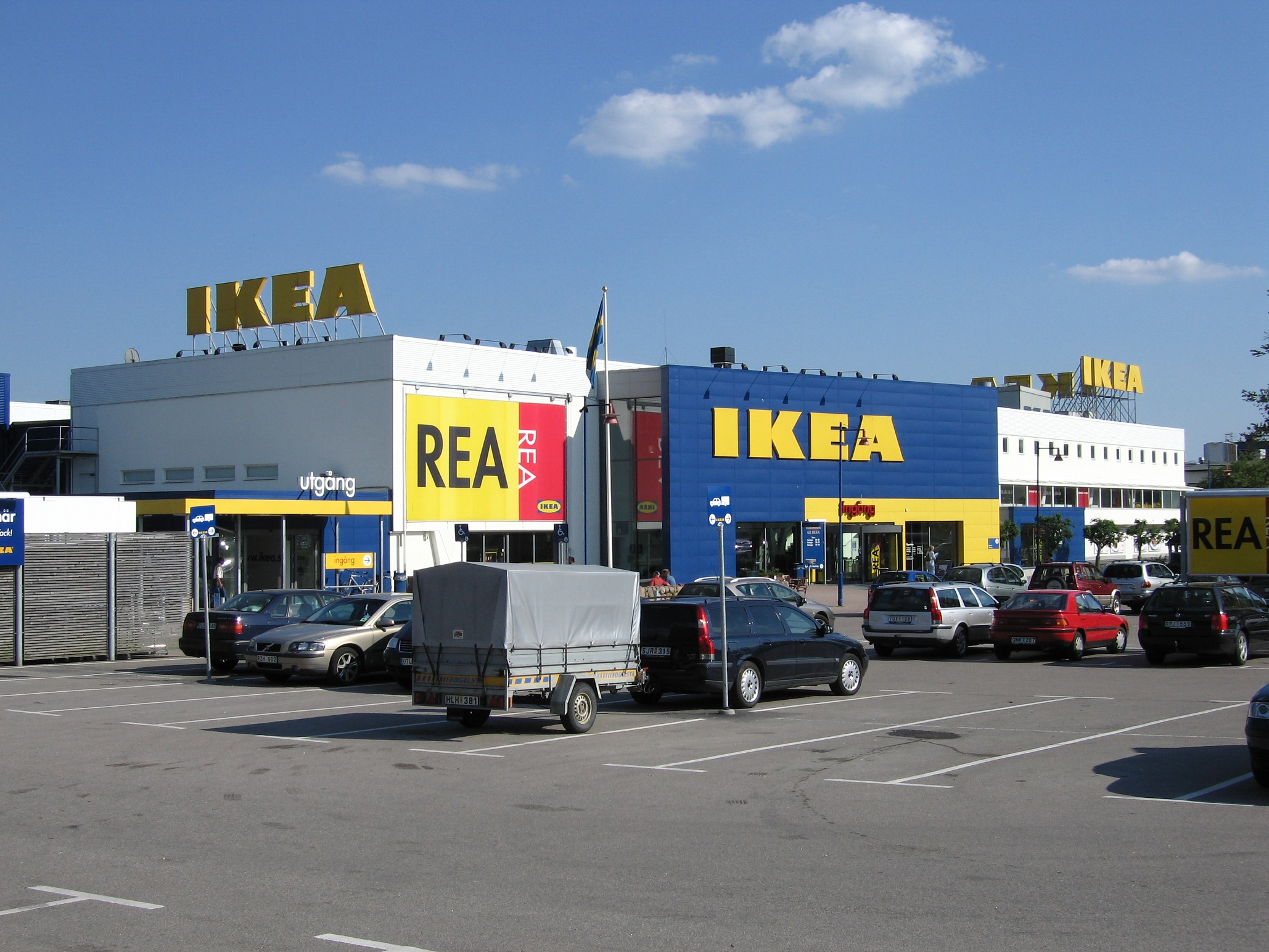
Det gamla Ikea-varuhuset i Älmhult.
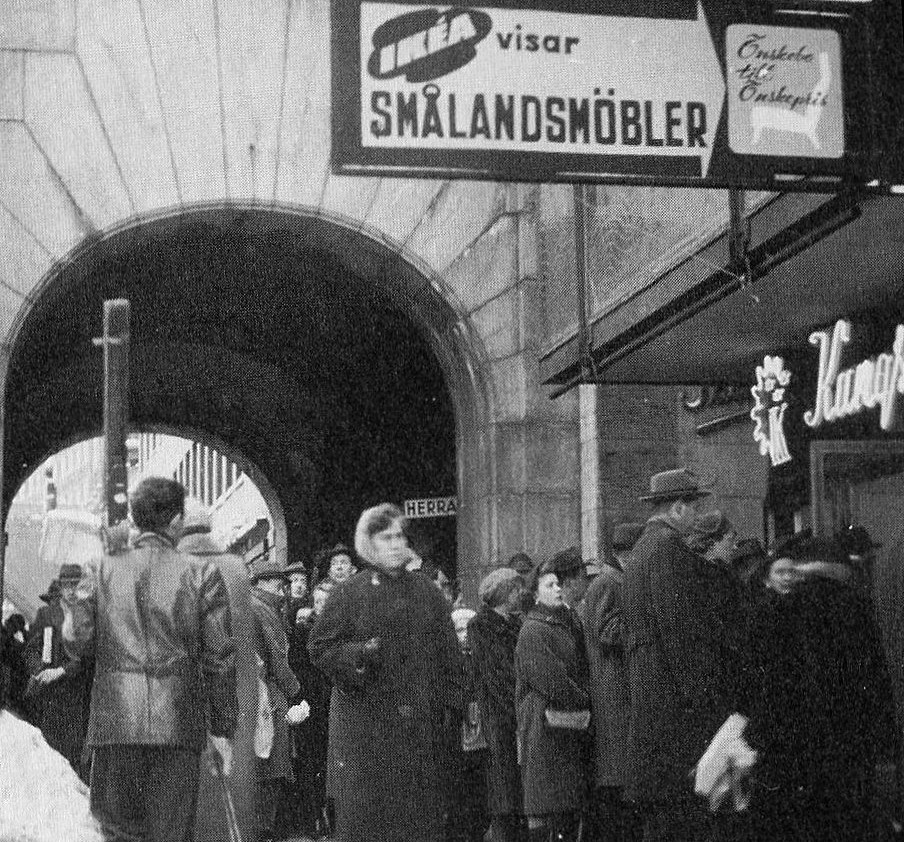
Ikeas försäljningsställe på Kungsgatan 1950-tal.
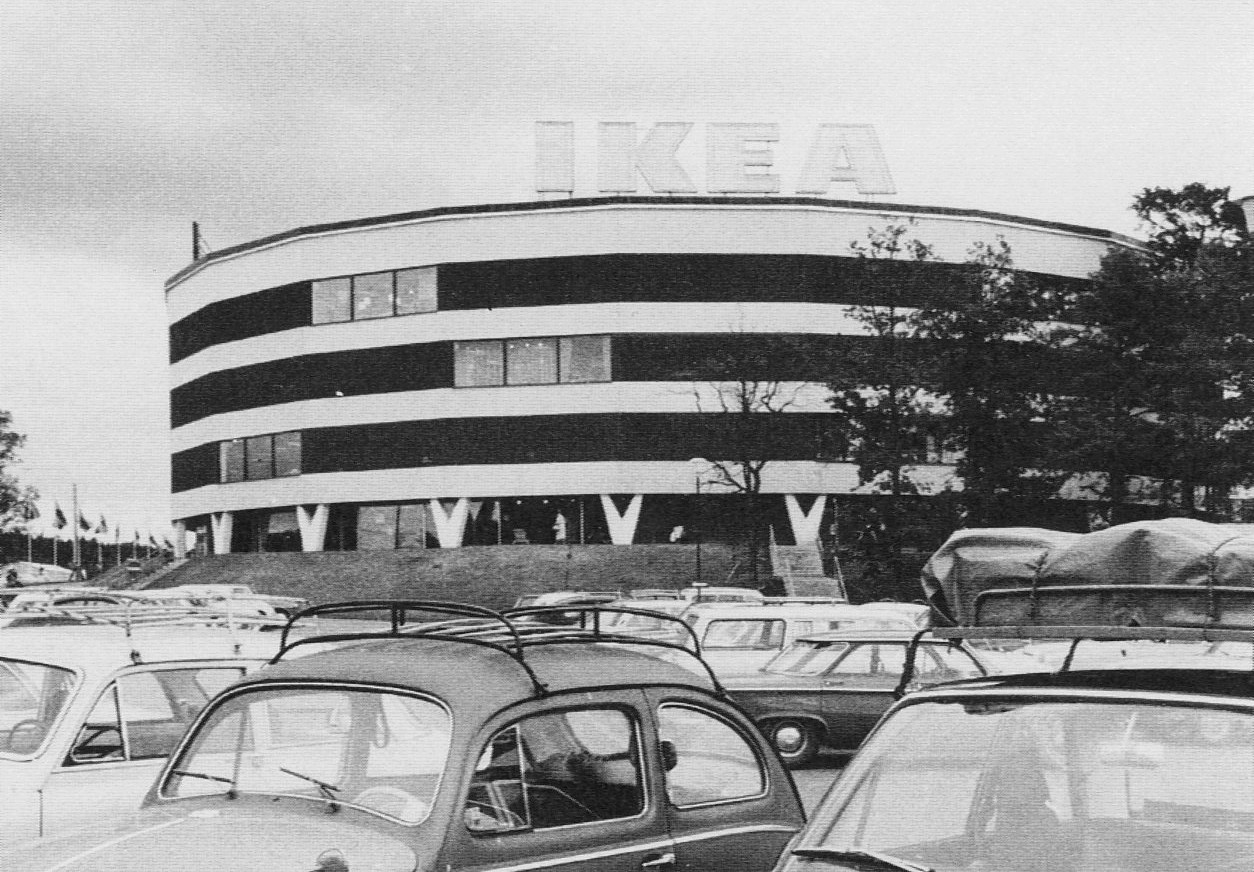
Ikea Kungens kurva 1965.
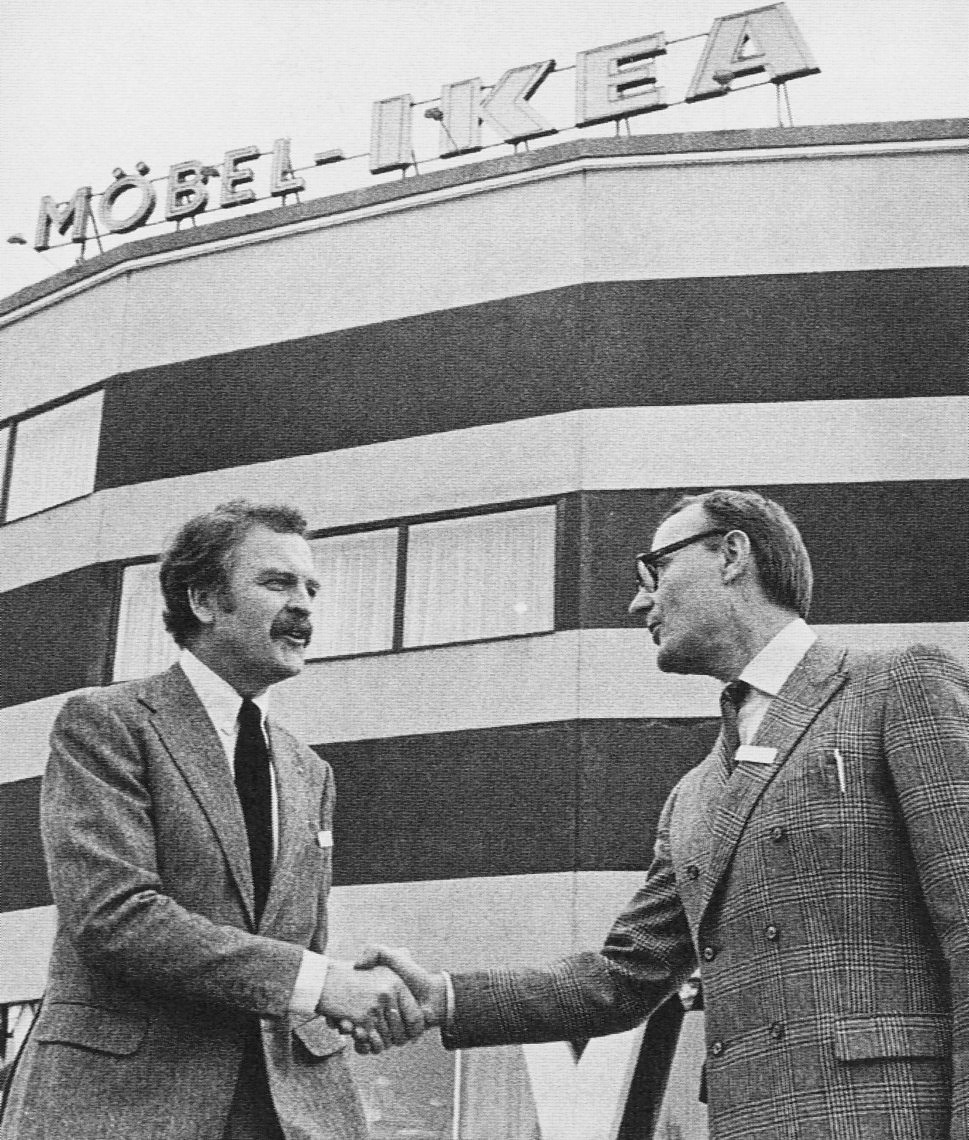
Hans Ax (vänster) och Ingvar Kamprad vid Ikea Kungens kurva.
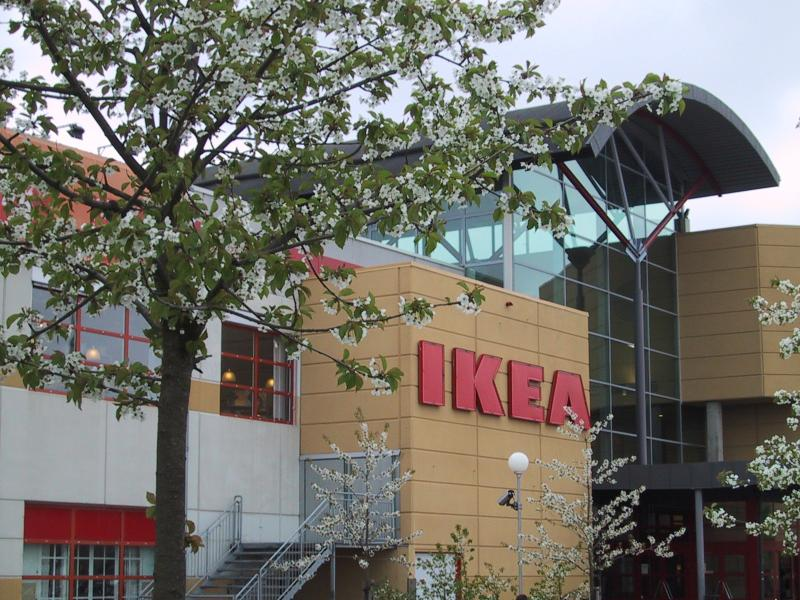
Ikea i Barkarby, Järfälla.
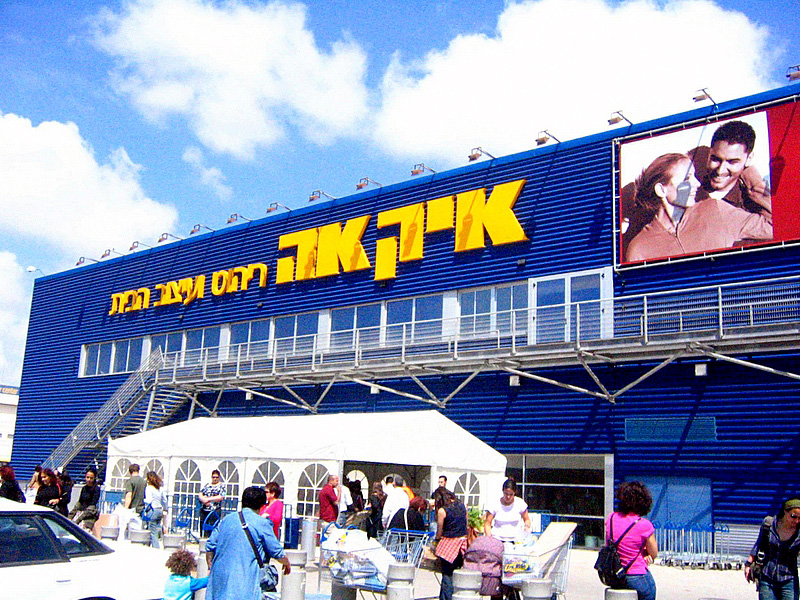
Ikea strax utanför Netanya i Israel.
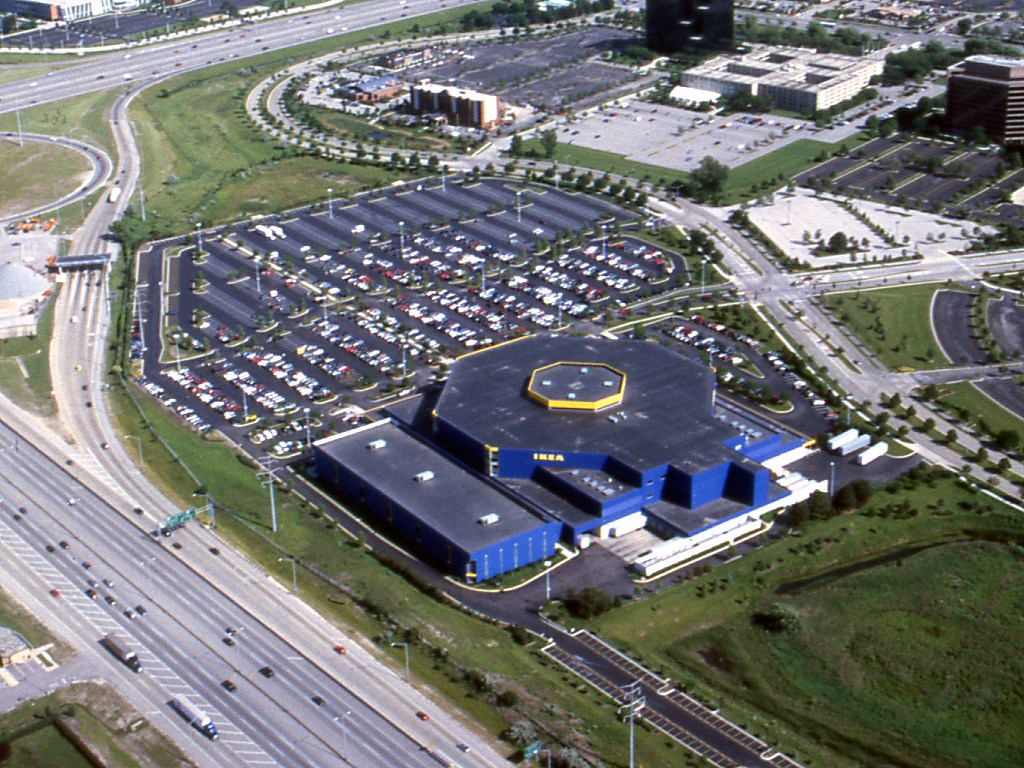
Ikea i Chicago.
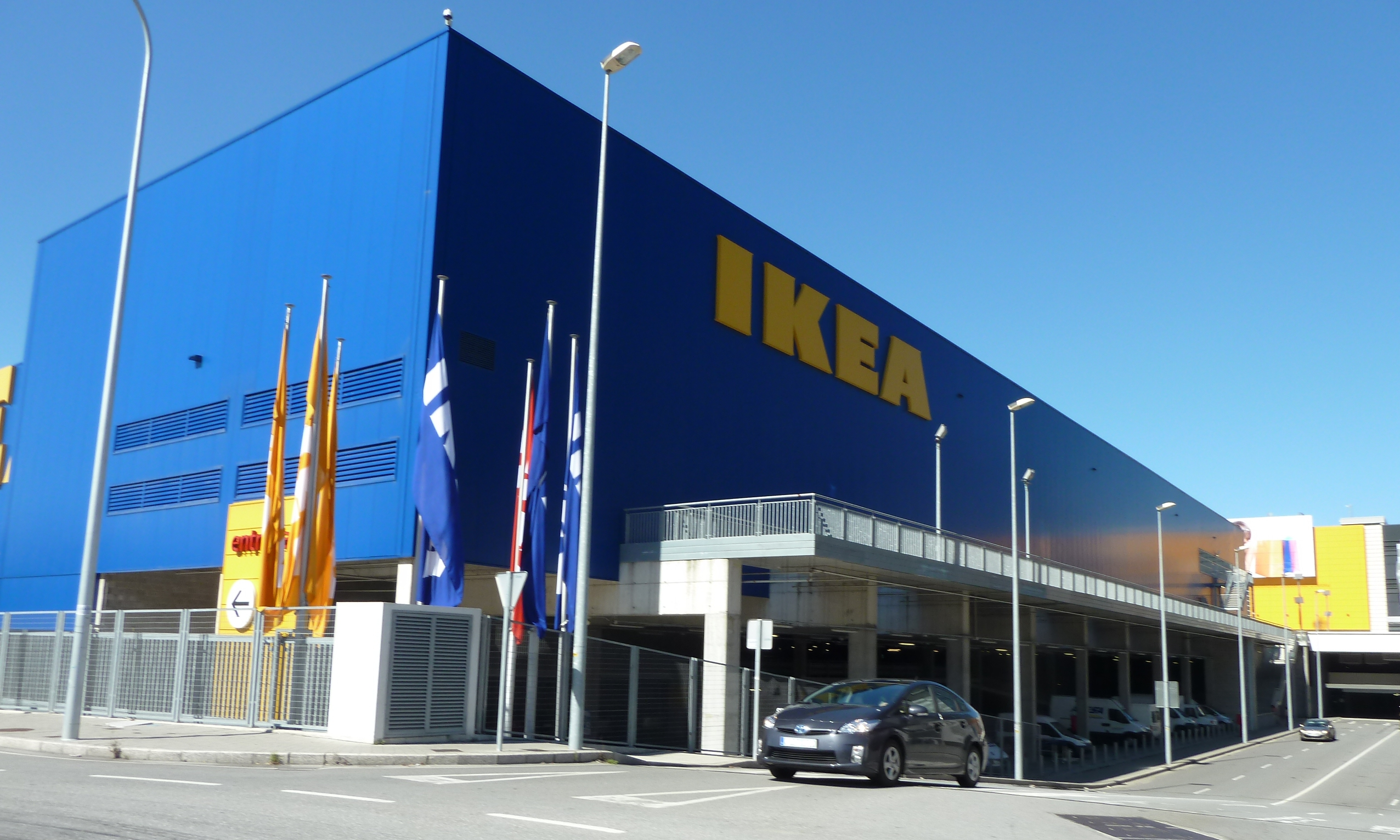
Ikea i Marineda City i A Coruña i Spanien.
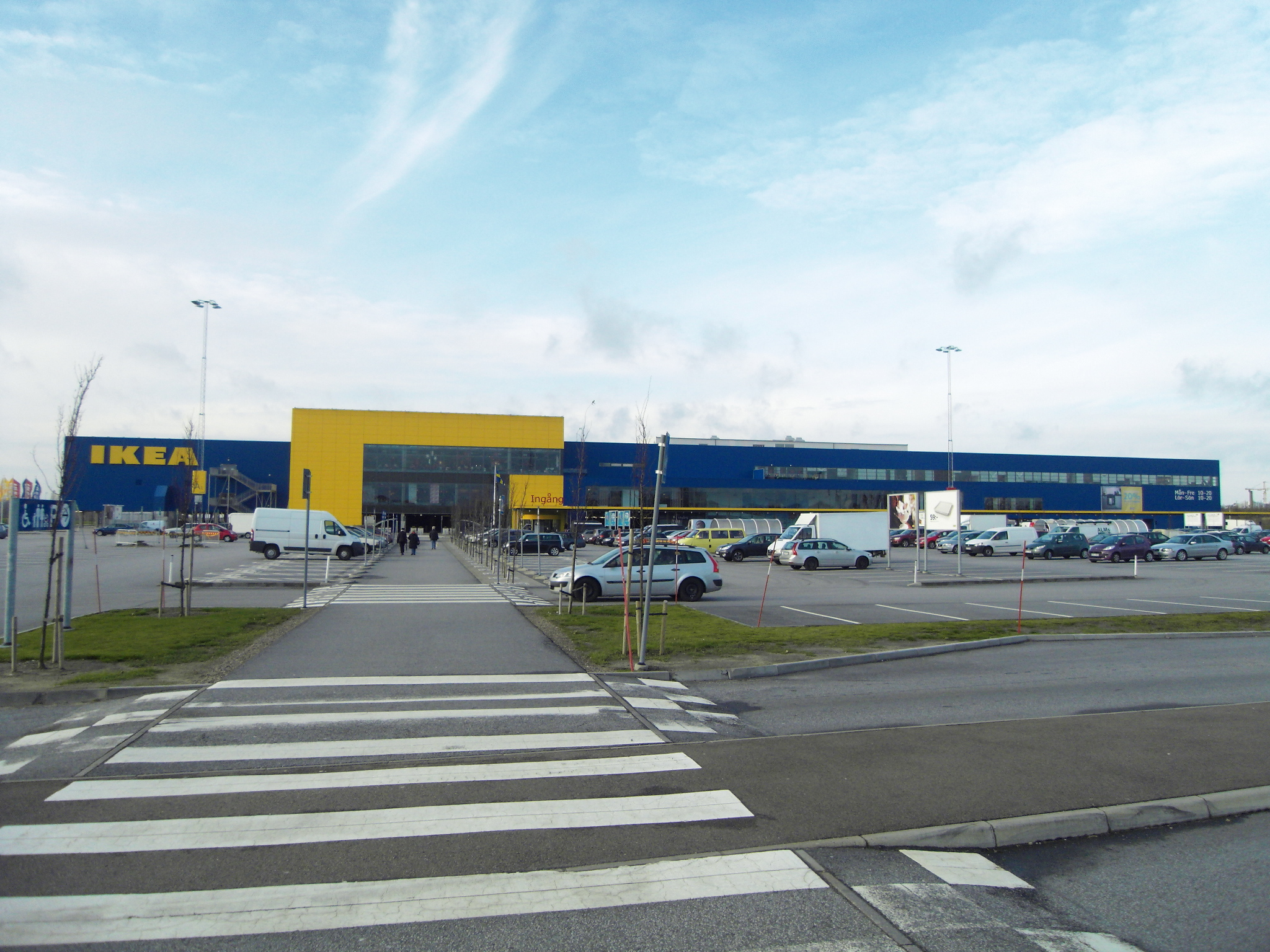
Ikea i Svågertorp i Malmö.
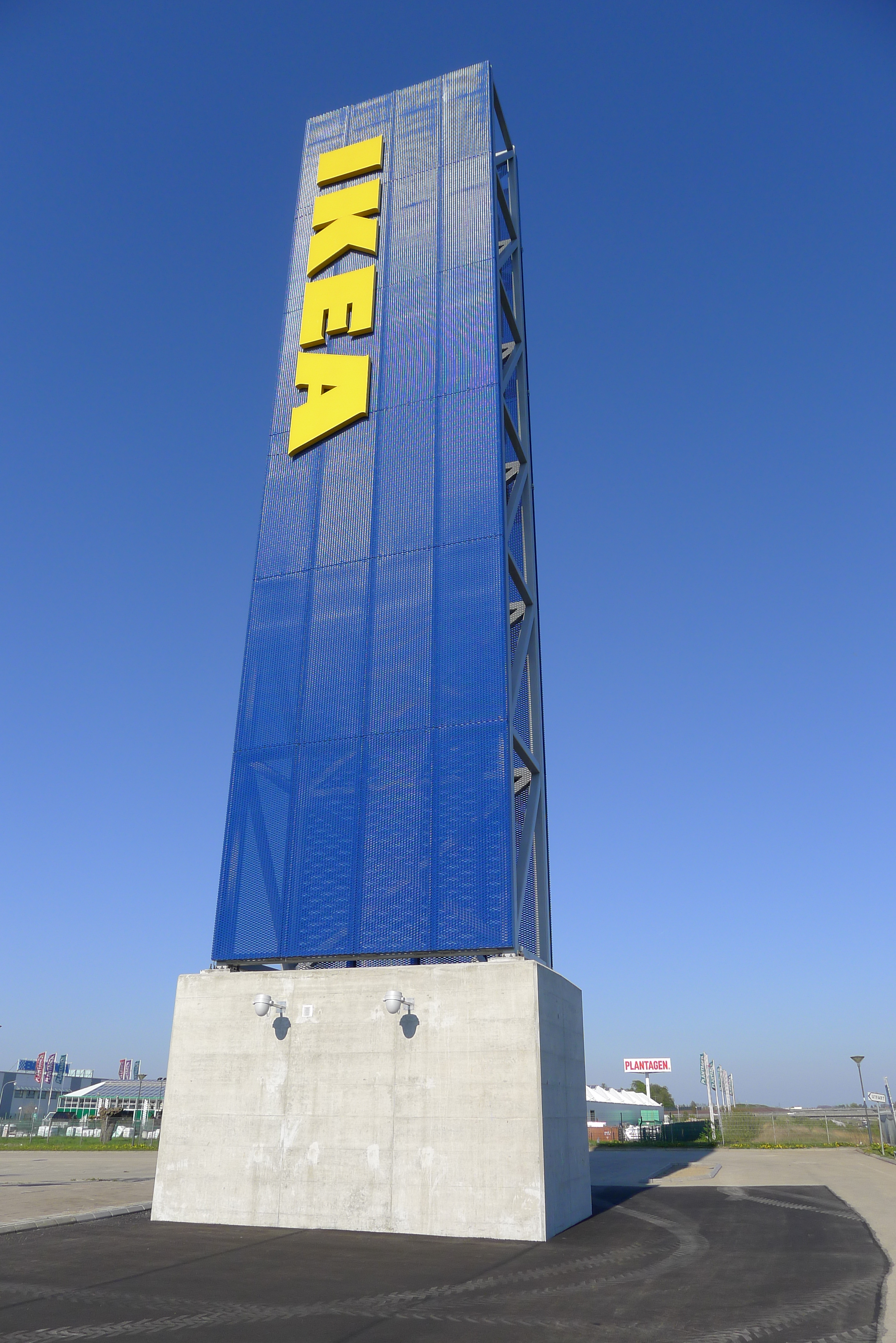
Skylttornet vid varuhuset i Svågertorp, Malmö.
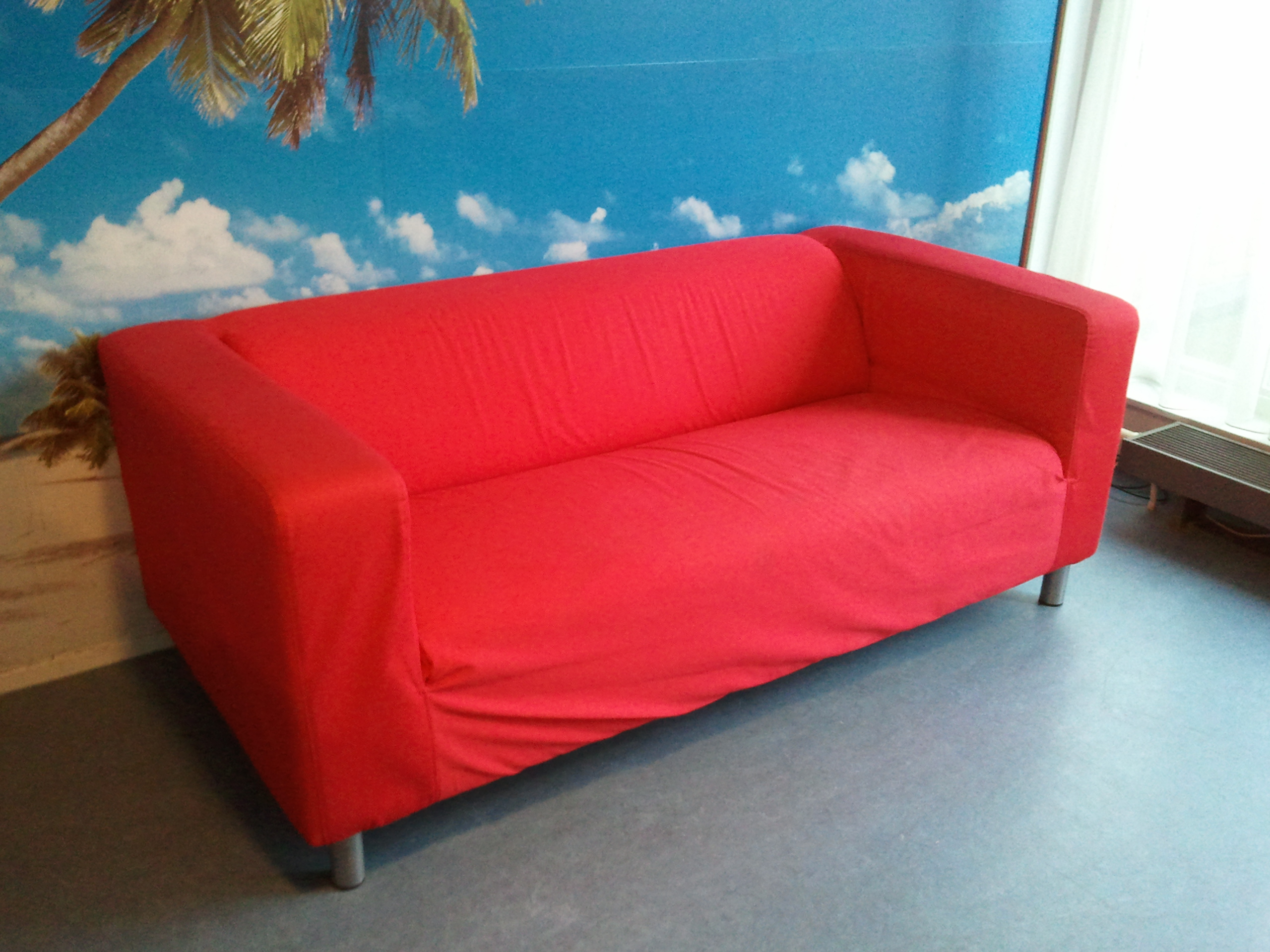
Soffan Klippan.
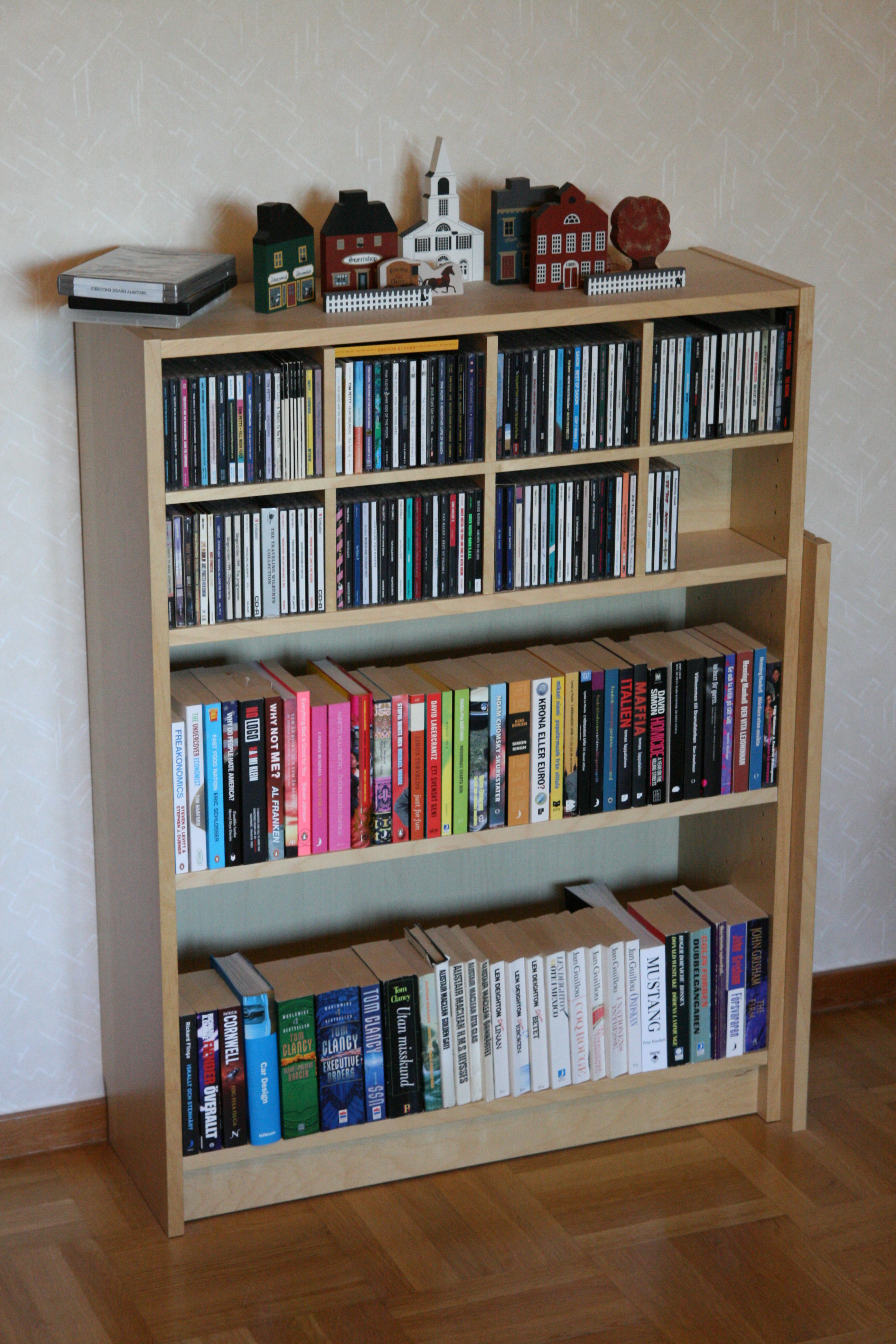
Bokhyllan Billy.
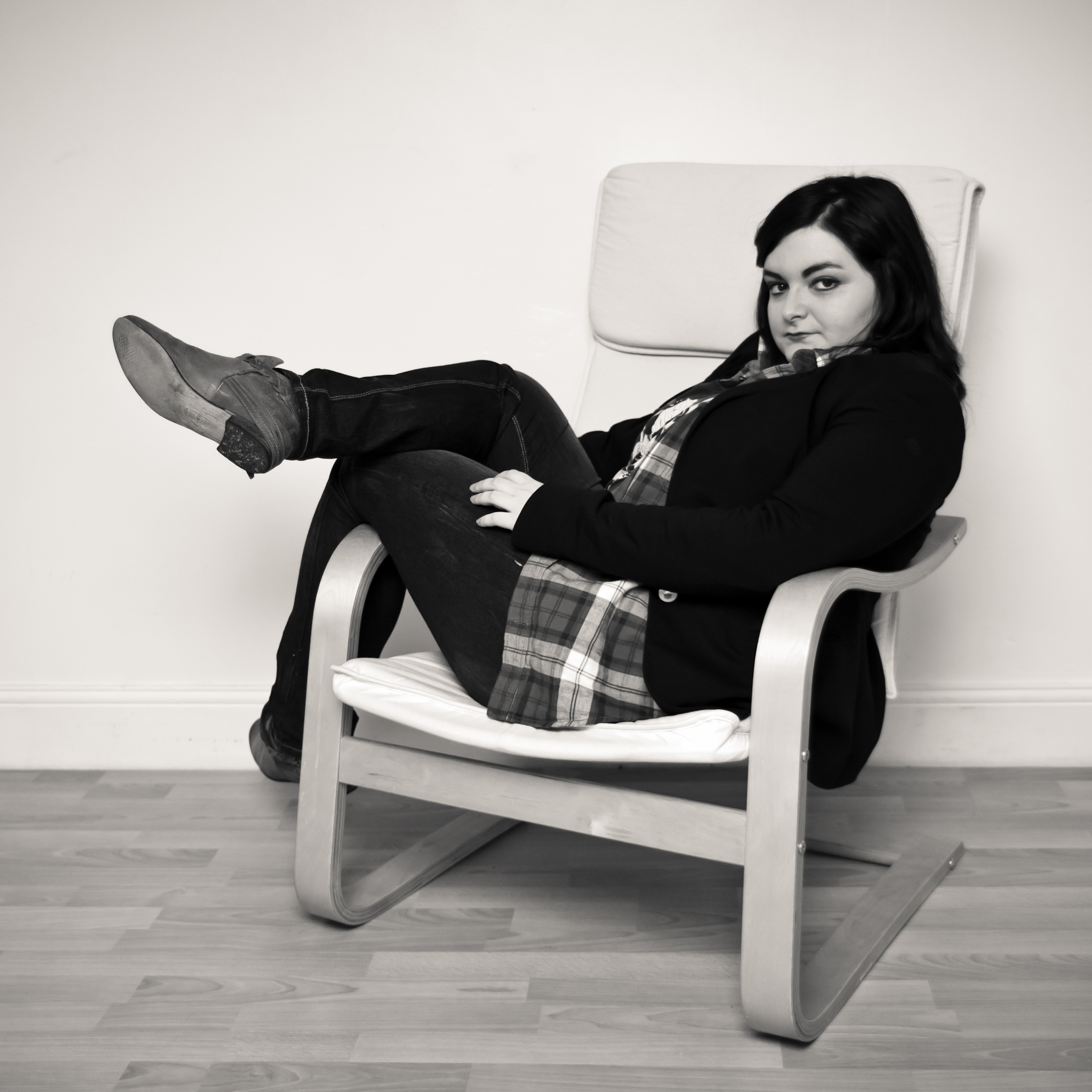
Poäng.